# Levadia
Levadia (tiếng Hy Lạp: ?) là một khu tự quản ở vùng Trung Hy Lạp, Hy Lạp. Khu tự quản Levadia có diện tích 694 km², dân số theo điều tra ngày 18 tháng 3 năm 2001 là 32151 người.